# Guvernér Hongkongu

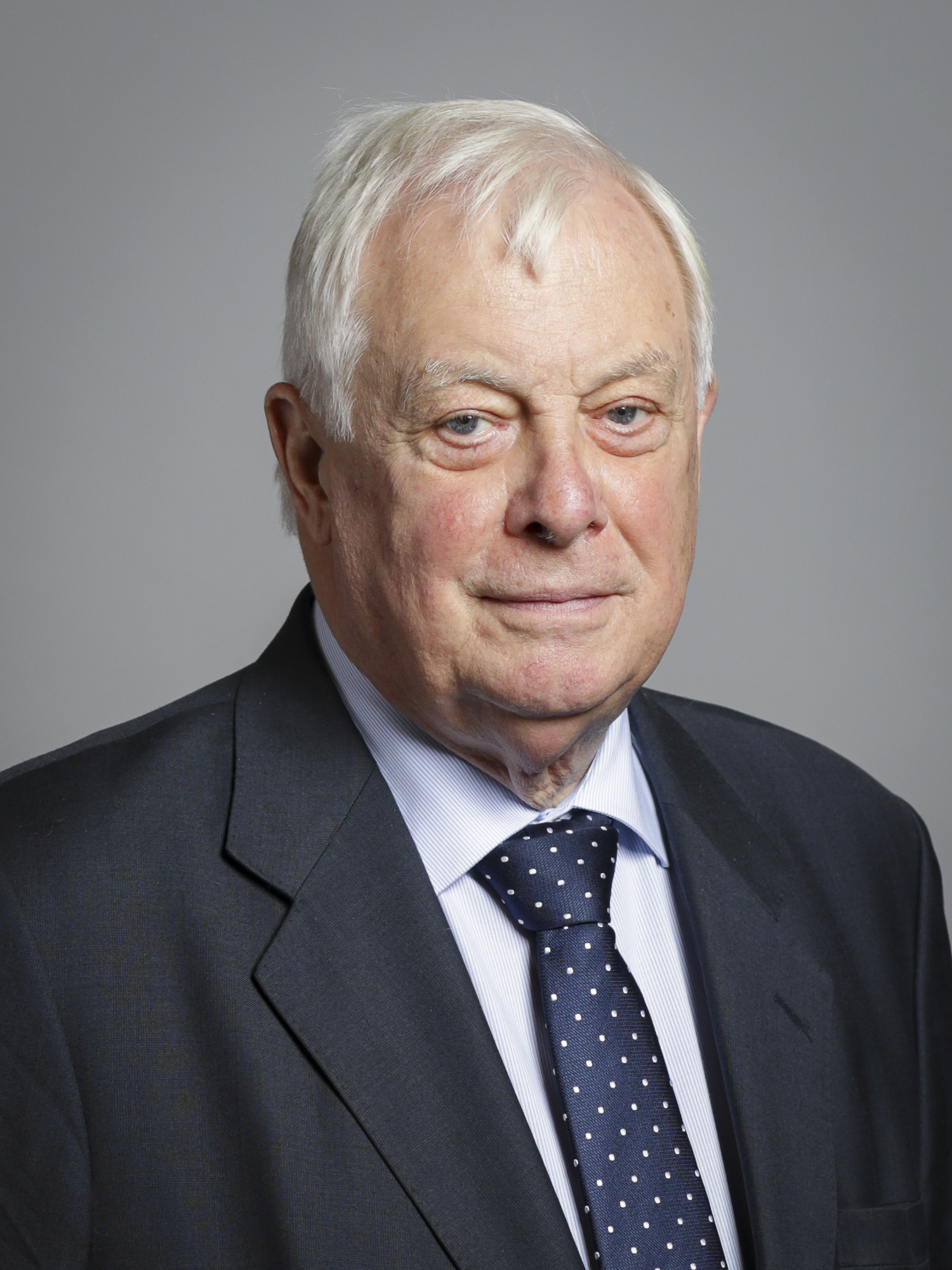
Chris Patten, poslední britský guvernér Hongkongu

Hongkong byl během druhé světové války okupován Japonskem, a to od roku 1941 do roku 1945. Na konci války, v roce 1945, byl Hongkong osvobozen spojenými britskými a čínskými jednotkami a navrácen jako kolonie pod britskou nadvládu.

## Britští guvernéři a představitelé od roku 1945
Sir Franklin Charles Gimson byl ministrem kolonie Hongkong již v roce 1941, jeho funkční období ovšem přerušila Bitva o Hongkong a následná japonská okupace. Po osvobození Hongkongu v roce 1945 byl propuštěn z internačního tábora Stanley a vytvořil krátkodobou prozatímní vládu. Téhož roku v srpnu se prohlásil úřadujícím guvernérem. Již v září byla však jeho vláda nahrazena vojenskou vládou kontradmirála Cecila Harcourta.
Od září 1945 do června 1946 byl admirál Sir Cecil Harcourt de facto guvernérem Hongkongu jako vrchní velitel a vedoucí vojenské správy.
Poté, co strávil nějaký čas zotavováním v Anglii, se 1. května 1946 guvernérem Hongkongu stal Sir Mark Aitchison Young. Po nástupu do funkce navrhl politické reformy, které by obyvatelům Hongkongu umožnily přímo si zvolit zástupce 30členné legislativní rady. Pod jeho vedením byla v Hongkongu obnovena civilní vláda. Zabýval se také zlepšením sociální péče.
Po Youngově odchodu z funkce v roce 1947 sloužil krátce jako úřadující guvernér David Mercer MacDougall. A to od května 1947 do 25. července 1947.
Od roku 1947 do roku 1957 byl úřadujícím guvernérem Hongkongu Sir Alexander Grantham.
Na krátké období po odchodu Alexandera Granthama z Hongkongu se správcem Hongkongu stal Edgeworth Beresford David, který byl vzápětí vystřídán Robertem Blackem.
Sir Robert Brown Black funkci guvernéra Hongkongu zastával v letech 1958 – 1964. Za jeho správy prchaly do Hongkongu desetitisíce pevninských Číňanů, a to kvůli právě probíhajícímu Velkému čínskému hladomoru.
Edmund Brinsley Teesdale byl ministrem kolonie Hongkong od roku 1963 do 1965.
Sir David Clive Crosbie Trench zastával funkci guvernéra a vrchního velitele Hongkongu mezi lety 1964 a 1971. Během působení ve funkci zavedl sociální reformy, osmihodinovou pracovní dobu, šestidenní pracovní týden a povinnou šestiletou školní docházku.
31 dní mezi 19. říjnem a 19. listopadem 1971 byl ministrem kolonie Hongkong Sir Hugh Norman-Walker.
Britský politik Sir Murray MacLehose zastával funkci 25. Guvernéra Hongkongu od roku 1971 do roku 1982. Se čtyřmi po sobě jdoucími funkčními období byl nejdéle sloužícím britským guvernérem kolonie.
Sir Philip Haddon-Cave byl od roku 1971 do roku 1981 ministrem financí Hongkongu a od roku 1981 do roku 1985 hlavním tajemníkem pro správu Hongkongu. Při několika příležitostech také působil jako guvernér Hongkongu.
Britský diplomat a sinolog Sir Edward Youde byl guvernérem Hongkongu od 20. května 1982 až do své smrti 5. prosince 1986. Edward Youde sehrál roli při vyjednávání podmínek smlouvy “Čínsko-britské společné prohlášení”.
Sir David Akers-Jones byl od roku 1985 do roku 1987 hlavní tajemník pro správu Hongkongu a krátce působil i jako guvernér Hongkongu
Sir David Wilson byl vrchní velitel a také 27. guvernér Hongkongu(1987 – 1992). V době, kdy byl ve funkci, byl kritizován hongkongskými prodemokraty. Wilson byl v prosinci roku 1991 odvolán z funkce guvernéra. Před svým odchodem z funkce Wilson uskutečnil politické reformy, které dláždily cestu přímé volbě osmnácti zákonodárců legislativní rady.
Sir David Ford byl v letech 1987 - 1993 pátým a posledním hlavním tajemníkem pro správu Hongkongu, který nebyl etnický Číňan. Byl také zástupcem guvernéra Hongkongu. V roce 1992, po dobu 6 dní, zastával funkci guvernéra, poté do funkce nastoupil Chris Patten.
Chris Patten působil jako 28. a poslední guvernér Hongkongu v letech 1992 až 1997. Během svého působení ve funkci jeho vláda významně rozšířila program sociální péče a zavedla demokratické reformy volebního systému. Chris Patten byl silně kritizován propekingskými politickými stranami v Hongkongu.
Funkci guvernéra Hongkongu zastával Chris Patten do 30. června 1997, kdy byl Hongkong vrácen pod čínskou správu.